# サミュエル・サンズ (初代サンズ男爵)
初代サンズ男爵サミュエル・サンズ（英語: Samuel Sandys, 1st Baron Sandys [sændz], PC、1695年8月10日 - 1770年4月21日）は、グレートブリテン王国の政治家。財務大臣、庶民院院内総務を歴任した。

## 生涯
ウスター選挙区選出の庶民院議員エドウィン・サンズと妻アリスの間の長男として生まれた。エリザベス1世時代のヨーク大主教エドウィン・サンズの直系の子孫である。1711年4月28日にオックスフォード大学のニュー・カレッジに入学したが、卒業しなかった。その後は外国に行ったが、1718年3月の補欠選挙でウスター選挙区から選出され、以降叙爵により貴族院に移るまで同選挙区で当選し続けた。
1730年2月16日、サンズは政府で役職についているか年金を受け取っている人が庶民院議員になることを禁じる年金法案（Pension Bill）を提出した。法案は庶民院で成立したが貴族院で否決され、以降度々再提出したもののことごとく貴族院で否決されている。1733年2月にはサー・ロバート・ウォルポールによる、減債基金から50万ポンドをおろす法案に反対し、また物品税法案にも反対した。以降1734年2月のボルトン公爵とコバム子爵の罷免法案、1734年2月と1740年1月の庶民院における官僚と士官の人数制限法案などを提出して与党批判を強めたが、いずれも否決された。1741年2月にはついにウォルポール罷免動議を提出したものの、賛成106と反対290であっさりと否決された。同年4月、サンズは政府の外交政策を批判、議員に対し「グレートブリテン王に忠誠を誓ったのであって、ハノーファー選帝侯に誓ったのではない」と述べた。
ウォルポールが失脚すると、サンズはウィリアム・パルトニーの影響を通じてカートレット内閣の財務大臣に任命され、枢密院の顧問官にもなった。1742年3月に七年議会法の廃止に反対した。
1743年12月12日、ヘンリー・ペラムがサンズに代わって財務大臣に就任した。続く20日、サンズはサンズ男爵に叙され、その2日後に貴族院に入った。王室会計長官に任命されたものの、12月にブロード・ボトム内閣が成立すると解任された。以降巡回裁判官、商務委員会第一卿を歴任した。
ハイゲート・ヒルから馬車に乗って下ってくるとき、馬車がひっくり返ったためサンズ男爵は怪我し、その怪我が原因で1770年4月21日に死去した。オンバーズリーに埋葬された。

## 評価
英国人名事典はサンズ男爵がサー・ロバート・ウォルポールへの反対で名を上げたため、ウォルポールが失脚すると途端に影響力を失ったと評している。そのことを根に持っているウォルポールの息子ホレス・ウォルポールはサンズ男爵が「ただ一度だけしか笑わなかった。その一度は親友が大腿を怪我したときだった」との悪口を口にしたという。一方、チャールズ・ハンベリー・ウィリアムズはサンズ男爵を評価し、精力的に動議を提出したことを称えて「動議提出者」（motion-maker）と呼び、トバイアス・スモレットの『イングランド史』でもそう呼ばれた。

## 家族
1724年、初代準男爵サー・トマス・ティッピングの長女レティシアと結婚、7男3女をもうけた。
- エドウィン（1726年4月28日 - 1797年3月11日） - 第2代サンズ男爵
- マーティン（1729年ごろ – 1768年12月26日） - 1760年、メアリー・トランブル（Mary Trumbull、1769年没、ウィリアム・トランブルの娘）と結婚、2男1女をもうけたが、息子ウィリアム（1761年 – ?、10代半ばで没）、エドウィン（1765年1月15日 – 1785年11月23日）は早世した[2]。娘メアリー（1764年 – 1836年）は後にサンズ男爵家の遺産を継承した[3][4]
- アン - クリストファー・ベセル（Christopher Bethell）と結婚[5]

## 関連図書
- Cokayne, George Edward (1896). "Sandys of Ombersley". Complete peerage of England, Scotland, Ireland, Great Britain and the United Kingdom, extant, extinct, or dormant (英語). Vol. VII (1st ed.). George Bell & Sons. p. 54.
- Hanham, Andrew A. "Sandys, Samuel, first Baron Sandys of Ombersley (1695-1770)". Oxford Dictionary of National Biography (英語) (online ed.). Oxford University Press. doi:10.1093/ref:odnb/24652。 (要購読、またはイギリス公立図書館への会員加入。)
- Horn, David Bayne; Ransome, Mary (1996). English Historical Documents 1714-1783 (英語). Vol. 7. Routledge. ISBN 0-415-14372-1。